# SIDE-ONE
SIDE-ONE（サイドワン）は、日本のロカビリーバンド。

## メンバー
アキラ（ボーカル&ギター）
2005年にユウジ、SEIJI（元THE COLTS、CROSSFIRE）、高橋浩司（PEALOUT）と結成したHARISSのメンバーとしても活動。
2017年、ソロプロジェクトAKIRA WILSONを始動。
ユウジ（ウッド・ベース）
2000年、久米浩司（BLACK CATS、MAGIC、RODEO）の新バンドCROSSFIREへ加入。
2005年、アキラとHARISSを結成。
2011年、ワタル、セイジ（元THE COLTS、HARISS）と少林兄弟として活動開始。
ワタル（スタンディング・ドラム）
解散後、2000年にRETRO GRETIONへ加入。フジテレビの音楽番組「FACTORY」等に出演。
2005年、RETRO GRETION脱退。
2011年、ユウジと少林兄弟として活動中。

## 概要
1990年12月25日、札幌で結成。
1997年2月にリリースされた先行マキシ・シングル『WELL IT'S ALRIGHT』がインディーズにもかかわらず、全国規模で話題になる。同年4月、アンティノスレコードから武内享プロデュースによる1stアルバム『ロックンロール メン』でデビュー。同レーベル内でシングル5枚、アルバム2枚リリースした。
2000年解散。
2012年9月29日にCLUB CITTA'で行われたロカビリークラブイベント「ロカビリーナイト」で再結成。2016年には約16年ぶりのフルアルバム『ROCK ME ROCK YOU』をリリース。
2020年10月、ソニー・ミュージックダイレクトによる企画にて、1990年代にデビューした邦楽アーティストに特化した配信・サブスク化プロジェクト「DISCOVER the 90's」の第10弾アーティストとして選ばれアンティノス在籍時の全楽曲が配信された。

## ディスコグラフィ

### 参加作品
| 発売日         | タイトル                                           | 規格品番  | 曲順 | 楽曲                         |
| -------------- | -------------------------------------------------- | --------- | ---- | ---------------------------- |
| 1993年10月21日 | BOPPIN' STOMPIN' AND JUMPIN' VOL.1                 | BVCR-1411 | M.5  | HAPPY HOUR                   |
| 1997年9月1日   | みすて♡ないでデイジー オリジナル・サウンドトラック | ARCJ-70   | M.1  | ガールフレンド～僕の共犯者～ |

## タイアップ一覧
| 使用年 | 曲名                         | タイアップ                                                    |
| ------ | ---------------------------- | ------------------------------------------------------------- |
| 1997年 | ガールフレンド～僕の共犯者～ | テレビ東京系アニメ『みすて♡ないでデイジー』オープニングテーマ |
| 1998年 | 青いプライドの靴             | MXテレビ『MXスタジアム』テーマソング                          |

## ヘヴィー・ローテーション/パワープレイ

### ラジオ
| 放送年 | 曲名              | ラジオヘヴィー・ローテーション/パワープレイ |
| ------ | ----------------- | ------------------------------------------- |
| 1997年 | WELL IT'S ALRIGHT | NORTH WAVE 1997年5月度POWER PLAY            |

## メディア出演

### ラジオ
- ARTIST PARADISE（1997年4月 - 1998年9月、ベイエフエム）